# 馬丁斯·美耶斯
馬丁斯·美耶斯（1991年3月30日—），拉脫維亞籃球運動員，現在效力於拉脫維亞球隊里加籃球俱樂部。他也代表拉脫維亞國家男子籃球隊參賽，參加了2011年歐洲籃球錦標賽和2013年歐洲籃球錦標賽。